# José Manuel Pereira de Almeida
José Manuel Pereira de Almeida foi um administrador colonial português que exerceu o cargo de Governador no antigo território português subordinado a Macau de Timor-Leste entre 1863 e 1864, tendo sido antecedido por Afonso de Castro e sucedido por José Eduardo da Costa Meneses.